# Sznobriadó!
A Sznobriadó! (Smug Alert!) a South Park című animációs sorozat 141. része (a 10. évad 2. epizódja). Elsőként 2006. március 29-én sugározták az Egyesült Államokban. Magyarországon 2007. október 13-án mutatta be az MTV.
Az epizód szerint a Broflovski család San Franciscóba költözik, hogy környezettudatosan élhessenek, ám ez katasztrófához vezet...

## Cselekmény
|  | Alább a cselekmény részletei következnek! |

Kyle Broflovski apja, Gerald vesz egy új hibrid autót, egy „Toyonda Pious”-t, és a városban autókázva megmutatja mindenkinek és kellemetlenkedő kampányba kezd, hogy a South Park-i lakosokat rávegye a környezetbarát járművek használatára. Ez egyik barátját, Randyt is bosszantja, aki szerint Gerald annyira sznob, hogy becsukott szemmel beszél és – mint fogalmaz – már a saját szellentése sem büdös számára. Gerald úgy dönt, nem tud ilyen elmaradott emberek közt élni, ezért családjával San Franciscóba költözik.
Stan Marsht megrémíti, hogy legjobb barátja elhagyja South Parkot, de mikor Gerald kijelenti, hogy a családja addig nem fog visszatérni a városba, amíg nem lesz mindenki olyan környezettudatos, mint ő, támad benne némi remény. Eric Cartman roppant boldog Kyle távozása miatt és búcsúpartit is rendez neki, ahová minden osztálytársát meghívja – kivéve Kyle-t. Cartman úgy dönt, hogy azt az űrt, amit Kyle távozása hagy, Buttersszel pótolja, mostantól őt fogja zsidónak nevezni és rendszeresen kigúnyolni. Ezt a jóhiszemű Butters el is fogadja. Stan azonban megjósolja, hogy Kyle sértegetése nélkül Cartman élete eseménytelenné válik majd.
Broflovskiék távozása után Stan ír egy dalt a hibrid autók fontosságáról, mellyel mindenkit rá tud venni a környezetbarát autók vásárlására, de ez önteltté és sznobbá is teszi a South Park-i lakosokat. Mindenki dicséri Stant, kivéve McFriendly vadőrt, aki különös jelenséget fedezett fel; habár a szmog már megszűnt, újabb – nem kevésbé veszélyes – szennyezőanyag került a légkörbe, a „sznob”, melyet a hibridautók által kiváltott önelégültség táplál. San Francisco után már South Parkban a legmagasabb a sznob-szint az országban.
San Franciscóban Gerald örül, amiért hozzá hasonló, felvilágosult és haladó gondolkozású  emberekkel találkozik (akik beszélgetés közben a saját szellentésüket szagolgatják – pont, ahogyan azt Randy megjósolta). Kyle nehezen jön ki az új gyerekekkel, akik szüleik viselkedése miatt idejük nagy részét drogozással töltik. Kyle először visszautasítja ajánlatukat, de aztán apja önelégültségét látva öccsével, Ike-kal együtt elfogadja a kábítószert.
Az önelégültségből álló felhő elhagyja South Parkot, és a San Franciscó-ival kezd el egyesülni. McFriendly felfedi, hogy a George Clooney 78. Oscar-díj átadási beszéde (melyben Hollywood szociális kérdésekben való előmenetelét magasztalta) által létrejött felhő is hamarosan egyesül a többivel és létrehozza az önelégültség tökéletes viharát, amely feldúlja majd South Parkot és a föld színével teszi egyenlővé San Franciscót. Cartman túl kedvesnek találja Butterst, aki mindenben egyetért vele és Kyle-lal ellentétben nem vág neki vissza a sértegetésekért, ezért Cartman azt kívánja, bárcsak Kyle visszatérne.
Stant arra kényszerítik, hogy segítsen elpusztítani a városi hibrid autókat, de Cartman – aki kétségbeesetten vissza akarja kapni Kyle-t, hogy újra utálhassa – Buttersszel titokban San Franciscóba megy, hogy bejusson a városba és megmentse ellenlábasát. Mivel San Francisco a hippik központja (akiket ő utál), Cartman egy szkafanderben hatol be a városba és az utolsó pillanatban rátalál Broflovskiékra, akik a kábítószertől teljesen kábultak. San Francisco teljesen elpusztul, de a Broflovski család visszatér South Parkba, ahol elmesélik, hogy rejtélyes módon egy buszon ébredtek fel. Szerintük a szerencséjüket az őrangyaluknak köszönhetik, Cartman pedig egy szót sem szól az esetről és Butterst is erre kéri.
Miután az autóikat megsemmisítették, a városlakók megesküdnek, hogy soha többé nem vesznek hibrideket. Kyle szerint viszont a hibridautók nagyszerű találmányok, de nem szabad őket önelégülten használni, mert az katasztrófát okoz. A South Park-i emberek viszont erre még nem állnak készen, ezért visszatérnek a régi járműveikhez. Cartman és Kyle újra sértegetni kezdi egymást, így minden visszatért a megszokott kerékvágásba.

## Fogadtatás
Adam Finley a TV Squad-tól pozitív kritikát írt az epizódról, mely szerinte bővelkedik „olyan nagyszerű pillanatokban, mint Stan dala vagy amikor Cartman egy elavult búvárruhát visel, hogy San Francisóba menjen megmenteni Kyle-t”. Az IGN kritikusa, Eric Goldman tízből nyolc pontot ítélt meg az epizódnak, kiemelve a San Franciscó-i lakosok és George Clooney kifigurázását.